# Survivor Series 1996
Survivor Series (1996) was een professioneel worstel-pay-per-view (PPV) evenement dat georganiseerd werd door de World Wrestling Federation (WWF, nu WWE). Het was de 10 editie van Survivor Series en vond plaats op 17 november 1996 in Madison Square Garden (MSG) in New York. Het evenement werd bekend door de in-ring debuut van Dwayne Johnson, die onder de ringnaam Rocky Maivia worstelde.

## Matches
| Nr. | Match | Winnaar(s)                                                     | Opmerkingen                                                                                     | Bron  |
| --- | --- | -------------------------------------------------------------- | ----------------------------------------------------------------------------------------------- | ----- |
| 1F  | Aldo Montoya, Bart Gunn, Bob Holly & Jesse James vs. Billy Gunn, Justin Bradshaw, Salvatore Sincere & The Sultan (met The Iron Sheik & Uncle Zebekiah)                    | Aldo Montoya, Bart Gunn, Bob Holly & Jesse James               | 4-tegen-4 Survivor Series elimination match.                                                    | [ 2 ] |
| 2   | Doug Furnas, Henry O. Godwinn, Phil Lafon & Phineas I. Godwinn (met Hillbilly Jim) vs. The British Bulldog, Leif Cassidy, Marty Jannetty & Owen Hart (met Clarence Mason) | Doug Furnas, Henry O. Godwinn, Phil Lafon & Phineas I. Godwinn | 4-tegen-4 Survivor Series elimination match.                                                    | [ 2 ] |
| 3   | The Undertaker vs. Mankind (met Paul Bearer) | The Undertaker                                                 | Eén-op-één match. Paul Bearer zat in een shark cage boven aan de ring.                          | [ 2 ] |
| 4   | Jake Roberts, Marc Mero (met Sable), Rocky Maivia & The Stalker vs. Crush, Goldust (met Marlena), Jerry Lawler & Hunter Hearst Helmsley                                   | Jake Roberts, Marc Mero, Rocky Maivia & The Stalker            | 4-tegen-4 Survivor Series elimination match.                                                    | [ 2 ] |
| 5   | Bret Hart vs. Stone Cold Steve Austin | Bret Hart                                                      | Eén-op-één match om Number One Contender te worden voor het WWF World Heavyweight Championship. | [ 2 ] |
| 6   | Diesel, Faarooq, Razor Ramon & Vader (met Clarence Mason en Jim Cornette) vs. Flash Funk, Jimmy Snuka, Savio Vega & Yokozuna                                              | Diesel, Faarooq, Razor Ramon & Vader                           | 4-tegen-4 Survivor Series elimination match. De match eindigde in no contest.                   | [ 2 ] |
| 7   | Sycho Sid vs. Shawn Michaels (c) (met José Lothario) | Sycho Sid (nc)                                                 | Eén-op-één match voor het WWF World Heavyweight Championship.                                   | [ 2 ] |